# Klasztor św. Piotra w Schwarzwaldzie
Klasztor św. Piotra w Schwarzwaldzie (niem. Kloster St. Peter auf dem Schwarzwald) – dawny klasztor benedyktyński w miejscowości w St. Peter w Schwarzwaldzie, istniejący od końca XI do początku XIX w.; fundacja i nekropola książąt Zähringen.

## Historia
Klasztor został założony w końcu XI w. Fundatorem był książę Zähringen Bertold II – on i kolejni jego potomkowie zostali tu pochowani. Klasztor pełnił funkcję centrum gospodarczego – wokół osiedlano chłopów, kwitło rzemiosło. Z czasem szczególnie rozwinęło się w położonej u stóp klasztoru miejscowości St. Peter zegarmistrzostwo. 
Pierwszy kościół klasztorny został poświęcony w 1093 r. Była to zapewne romańska bazylika. Spłonęła w XV w. i ok. 1500 r. wzniesiono nową, gotycką świątynię. Tę w latach 1724–1727 zastąpiono budowlą barokową projektu Petera Thumba, którą zdobiły m.in. posągi książąt z rodu Zähringen. W połowie XVIII w. wzniesiono rokokowy budynek biblioteki, którą ozdobiono pięknymi malowidłami na sklepieniu i galerią alegorycznych posągów przedstawiających gałęzie nauki i sztuki. W tym czasie zbudowano także inne budowle klasztorne z dwoma wielkimi dziedzińcami. Kościół i biblioteka są uznawane za wybitne zabytki architektury baroku i rokoko w południowo-zachodnich Niemczech.
W 1806 r. klasztor został zsekularyzowany. W połowie XIX w. powstało tu seminarium, które działało do 2006 r. Wówczas utworzono Geistliche Zentrum der Erzdiözese Freiburg (Duchowe Centrum Archidiecezji Fryburskiej).